# Nabben
Nabben is een buurtschap in de Nederlandse provincie Limburg, gelegen in de voormalige gemeente Tegelen, ten zuidoosten van Steyl. Ze wordt voor het eerst genoemd rond 1600. Eerder stond dit gebied bekend onder de naam Overtegelen. De buurtschap maakt sinds 2001 deel uit van de gemeente Venlo.
Nabben bestond tot de tweede helft van de 20e eeuw uit weinig meer dan een paar huizen langs de noordelijke oever van de Aalsbeek. Deze beek, een zijrivier van de Maas, vormde eeuwenlang de grens tussen het Gulikse Tegelen en het Staatse Belfeld. Later lag hier de grens tussen de Nederlandse en de Duitse gewesten.
Tot aan de aanleg van de huidige Rijksweg N271 (midden 19e eeuw) liep de belangrijkste verbindingsweg tussen Venlo en Roermond door Nabben. Een andere weg liep van de haven van Steyl naar het Gulikse achterland. Enkele honderden meters oostelijk van Nabben ligt kasteel Holtmühle.

## Herkomstnaam
Nabben is tevens een familienaam, die al in 1589 voorkomt op de grens van Tegelen en Belfeld. Het is niet uitgesloten dat het gebied werd genoemd naar de familie Nabben, en dus niet andersom. Overtegelen is een oude benaming voor een buurtschap aan de zuidzijde van de voormalige gemeente Tegelen. Het gebied komt vrijwel overeen met het huidige Nabben. Volgens enkele oude akten behoorde een gedeelte van Overtegelen tot het kerspel Belfeld. Dit suggereert dat de benaming Overtegelen niet alleen werd gebruikt voor een gebied aan de noordelijke, Gulikse zijde van de Aalsbeek, maar ook voor een klein gebied aan de zuidelijke, Gelderse zijde van de grensbeek.

## Bron
- Genwiki.nl / Nabben